# メダイナ郡 (オハイオ州)
メダイナ郡（英: Medina County）は、アメリカ合衆国オハイオ州の北部に位置する郡である。人口は18万2470人（2020年）。郡庁所在地はメダイナであり、同郡で人口最大の都市はブランズウィックである。
メダイナ郡はクリーブランド・イリリア・メンター都市圏に属している。郡名はサウジアラビアのマディーナに因んで名付けられたが、メダイナと発音されている。

## 地理
アメリカ合衆国国勢調査局に拠れば、郡域全面積は423.02平方マイル (1,095.6 km2)であり、このうち陸地421.36平方マイル (1,091.3 km2)、水域は1.66平方マイル (4.3 km2)で水域率は0.39%である。

### 隣接する郡
- カヤホガ郡 - 北東
- サミット郡 - 東
- ウェイン郡 - 南
- アシュランド郡 - 南西
- ロレイン郡 - 西

## 人口動態
以下は2000年国勢調査による人口統計データである。
| 基礎データ - 人口: 151,095人 - 世帯数: 54,542 世帯 - 家族数: 42,215 家族 - 人口密度: 138人/km2（358人/mi2） - 住居数: 56,793軒 - 住居密度: 52軒/km2（135軒/mi2） 人種別人口構成 - 白人: 97.26% - アフリカン・アメリカン: 0.88% - ネイティブ・アメリカン: 0.15% - アジア人: 0.64% - 太平洋諸島系: 0.02% - その他の人種: 0.25% - 混血: 0.80% - ヒスパニック・ラテン系: 0.93% 先祖による構成 - ドイツ系：26.8% - アイルランド系：11.5% - イタリア系：8.6% - イギリス系：8.4% - ポーランド系：8.4% - アメリカ人：7.8% 言語による構成 - 英語：95.3% - スペイン語：1.2% - ドイツ語：1.0% | 年齢別人口構成 - 18歳未満: 27.5% - 18-24歳: 7.0% - 25-44歳: 30.6% - 45-64歳: 24.4% - 65歳以上: 10.5% - 年齢の中央値: 37歳 - 性比（女性100人あたり男性の人口） - 総人口: 97.1 - 18歳以上: 94.9 世帯と家族（対世帯数） - 18歳未満の子供がいる: 37.7% - 結婚・同居している夫婦: 66.5% - 未婚・離婚・死別女性が世帯主: 7.8% - 非家族世帯: 22.6% - 単身世帯: 18.9% - 65歳以上の老人1人暮らし: 6.9% - 平均構成人数 - 世帯: 2.74人 - 家族: 3.15人 収入と家計 - 収入の中央値 - 世帯: 55,811米ドル - 家族: 62,489米ドル - 性別 - 男性: 44,600米ドル - 女性: 27,513米ドル - 人口1人あたり収入: 24,251米ドル - 貧困線以下 - 対人口: 4.6% - 対家族数: 3.5% - 18歳未満: 5.9% - 65歳以上: 4.8% |

## 郡区

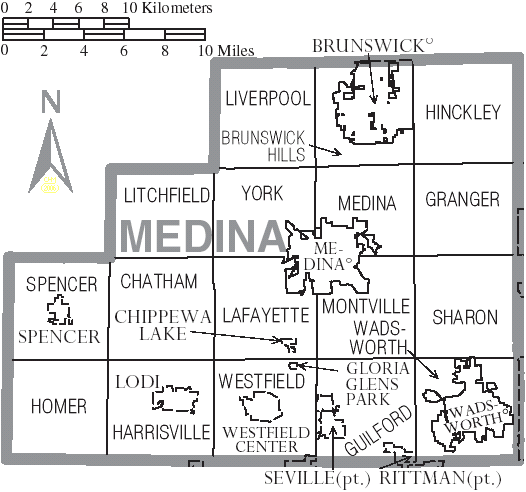
メダイナ郡図

メダイナ郡は下記17の郡区に分割されている。
| - ブランズウィックヒルズ - チャタム - グランジャー - ギルフォード - ハリスビル - ヒンクリー | - ホーマー - ラファイエット - リッチフィールド - リバプール - メダイナ - モントビル | - シャロン - スペンサー - ワズワース - ウェストフィールド - ヨーク |

## 都市
| - ブランズウィック - メダイナ - 郡庁所在地 | - リットマン - ワズワース |

### 村
| - チッペワレイク - クレストン - グロリアグレンズパーク - ローダイ | - セビル - スペンサー - ウェストフィールドセンター |

### 未編入の町
- ビーブタウン
- ホーマービル
- リッチフィールド
- バレーシティ

## 著名な出身者
- ピート・ラデマッハー、ボクシングのオリンピック金メダリスト
- マットパット、インターネットセレブリティ